# الخالق في البوذية

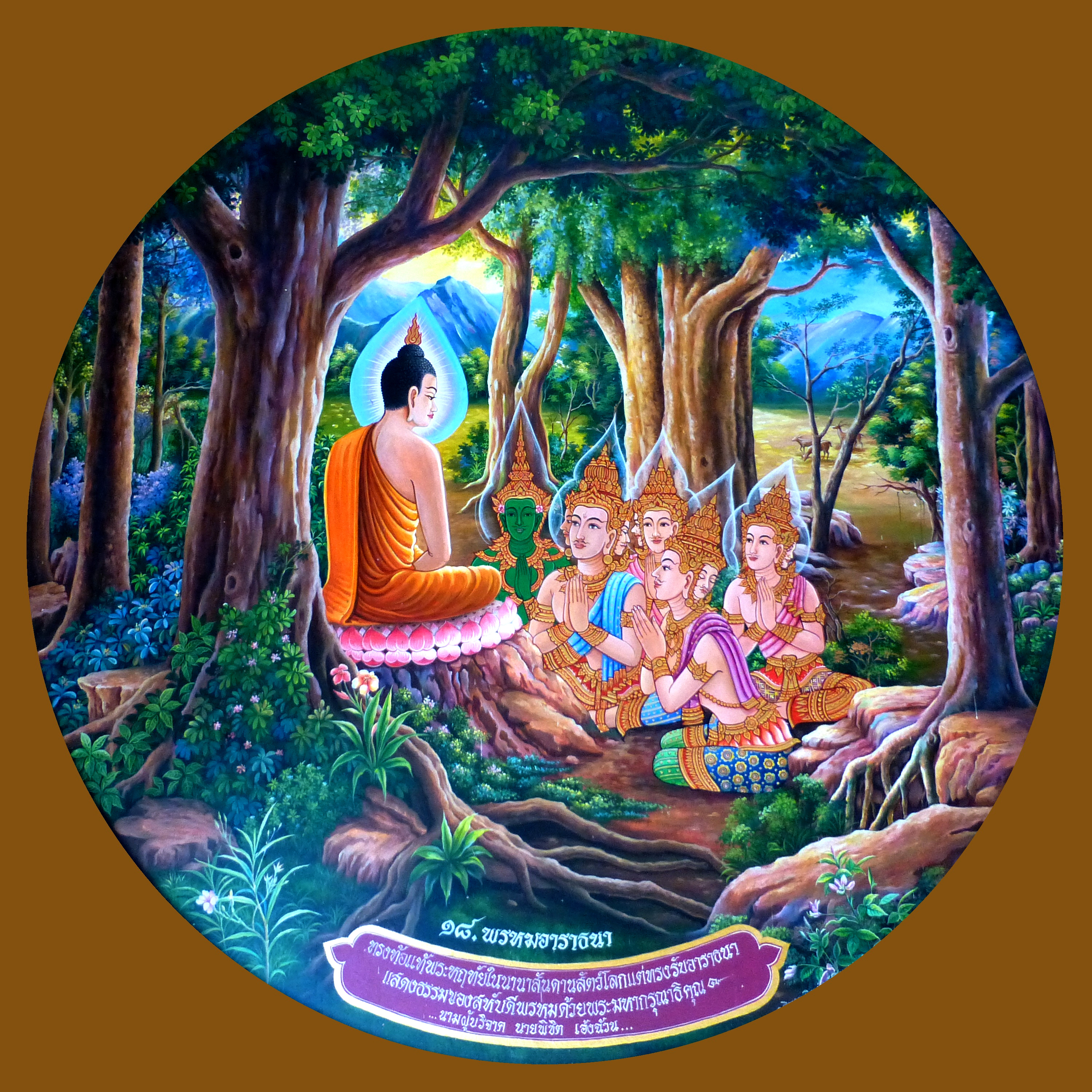
براهما ساهامباتي يطلب من بوذا التدريس على الرغم من تردده

يرفض الفكر البوذي بإستمرار فكرة الإله الخالق. يعلِّم هذا الفكر مفهوم الآلهة والسماوات وإعادة الخلق في مذهب سامسارا لكنه لا يعتبر أيًا من هذه الآلهة كخالق. تفترض البوذية أن الآلهة الدنيوية مثل الإله «ماهابراهما» يساء فهمها لتكون بمثابة إله. يتبع علم الوجود البوذي عقيدة نشأة المعتمدين حيث تنشأ جميع الظواهر اعتمادًا على ظواهر أخرى. لذلك لا يمكن الاعتراف أو تمييز أي منبع أساسي ثابت ومستقل لأي ظاهرة.

## النصوص البوذية المبكرة
وفقا لعالم البوذية ريتشارد هايز، يعالج الأدب البوذي الذي يدعى «نيكايا» مسألة وجود إله خالق «في المقام الأول إما من وجهة نظر معرفية أو وجهة نظر أخلاقية». لا تصوِّر هذه النصوص الإله بوذا كملحد يرفض فكرة الخالق ويدّعي أنه قادر على إثبات عدم وجود الإله؛ ولكنه يصب تركيزه على إدّعاءات المعلمين الآخرين بقدرة تعاليمهم على الوصول إلى المحاسن الكبرى.
يقول البروفيسور ريشارد هايز نقلًا عن دراسة بعنوان «قصة ديفادا» المأخوذة من إحدى نسخ مجموعة نيكايا: «بينما يُترك القارئ ليستنتج بأن هذا الشيء هو ارتباط وليس إله، الأفعال في الحياة الماضية، القدر، نوع الولادة أو الجهود في هذه الحياة المسؤولة عن تجاربنا في الحزن، كل هذه العناصر لا تعطي أي حجة منهجية في محاولة لدحض وجود الله».

## ماهابراهما كخالق كاذب
وفقا لبيتر هارفي، تفترض البوذية أن الكون ليس له بداية مطلقة له وبالتالي لا ترى وجود حاجة إلى إله خالق. إن أقرب مصطلح لهذه الفكرة في النصوص المبكرة للبوذية هو «براهما العظمى» مثل في مجموعة نيكايا بعنوان "Digha Nikaya". لذلك لا أحد من توابع البراهاما بغض النظر عن طيبته وحسناته هو خالق للعالم.
تتحدث مجموعة الكتب المقدسة التي تدعى «بالي كانون» عن احتواء البوذية لمفهوم الآلهة التي تُخلق من جديد. وفقاً لهذه النظرية، ينتهي نظام العالم المادي بشكلٍ تدريجي ويولد البشر من هذا النظام العالمي كآلهة في الحياة الدنيا. يولد الإله ماهابراهما بعد ذلك وحيدًا وفقا لعلم الكون البوذي. يتوق هذا الإله إلى وجود الآخرين فتولد الآلهة الأخرى من جديد كوزراء ورفاق له. 
يوضّح ماهابراهما الشريعة البوذية وينسى حياته السابقة ويؤمن بنفسه بشكلٍ كاذب بأنه الخالق أو الكل أو الرب الأعلى. توضّح هذه العقيدة النصوص البوذية وتتقاسمها آلهة أخرى.
يموت في النهاية أحد الآلهة ويولد من جديد كإنسان مع القدرة على تذكر حياته السابقة. يعلّم ما يتذكره من حياته السابقة في الحياة الدنيا ويؤكد أن الماهابراهما هو الخالق، وبالتالي هذا هو السبب الذي يؤدي إلى الإيمان البشري بالخالق.
وفقا لهارفي، «تظهر بعد فترة طويلة السموات الثلاثة الأخيرة ويموت أحد آلهة الدين البوذي ويولد من جديد هناك كبراهما عظيم». ثم «تموت الآلهة الأخرى ويعاد خلقها من جديد ويصبحون وزراءًا له وحاشية». عندما يموت أحد هؤلاء الوزراء في النهاية ويولد من جديد كإنسان يحاول بجهد تذكر حياته السابقة، وبالتالي يعلم أن براهما العظيم هو الخالق الأبدي لكل الكائنات.

## فلاسفة العصور الوسطى

### فاسوباندهو
- قال الفيلسوف البوذي فاسوباندو في القرن الخامس بأن هوية الخالق المفردة لا تتوافق مع خلق العالم.[11]

درس الراهب الصيني تشيونتسانغ البوذية في الهند خلال القرن السابع. عاش شوان زانغ في دير مقاطعة نالاندا وتعلّم أيضًا تعاليم Yogacara التي انتقلت عبر الفلاسفة عند رئيس الدير. رفض شوان زانغ في عمله "Cheng Weishi Lun" فكرة الإله العظيم وعقيدة البراهما العظيمة.
تختلف فكرة الإله وفقًا للكل عقيدة، فتقول العقيدة الواحدة أن هناك إله عظيم قائم بذاته ذو مضمون حقيقي ومنتشر وأبدي ومنتج لكل الظواهر. هذه العقيدة غير معقولة، فإذا كان هناك شيء ينتج شيئًا فهو ليس أبديًا لأن الشيء الغير الأبدي ليس منتشرًا على الإطلاق وما هو ليس سائدًا بالكامل ليس حقيقيًا.
إذا كانت طبيعة الإله متفردة وأبدية، يجب أن تملك جميع الصلاحيات وأن تكون قادرة على إنتاج كل أنواع الأفكار الدينية في كل زمانٍ ومكان. إذا كان ينتج الأفكار الدينية فقط عند رغبته أو وفقا لظروفه، فإن هذا يتعارض مع مبادئ العقيدة. قد تنشأ الرغبات والظروف تلقائياً لأن السبب أبدي.
تدعي بعض المذاهب الأخرى أن هناك براهما عظيمة، ووقت، وفضاء، ونقطة انطلاق، وطبيعة، وذاكرة ذاتية، وأن هذه العناصر أبدية ومفعمة بكل القوى وقادرة على إنتاج كل الأفكار الدينية. نحن نرفض كل هذه الأشياء بنفس الطريقة التي أنشأنا بها مفهوم الرب العظيم.

### الآخرين
- يقدم عالم البوذية دارماكرتي من القرن السابع عددًا من الحجج ضد وجود إله مبدع في مسرحيته Pramāṇavārtika التي تأثرت بالفيلسوف البوذي فاسوباندهو.
- انتقد الفيلسوف البوذي راتناكورتي في كتابه في القرن الحادي عشر في جامعة فيكراماشيلا الحجج التي تدل على وجود شيء يشبه الإله اسمه إسفارا، حيث ظهر هذا الإله في مدرسة نافيا-نيايا الفرعية للهندوسية. تشبه هذه الحجج تلك المستخدمة من قبل المدارس الفرعية الأخرى للهندوسية والجاينية التي شككت في نظرية نافيا-نيايا للمبدع المزدوج.